# Castell de Cornellà del Bercol

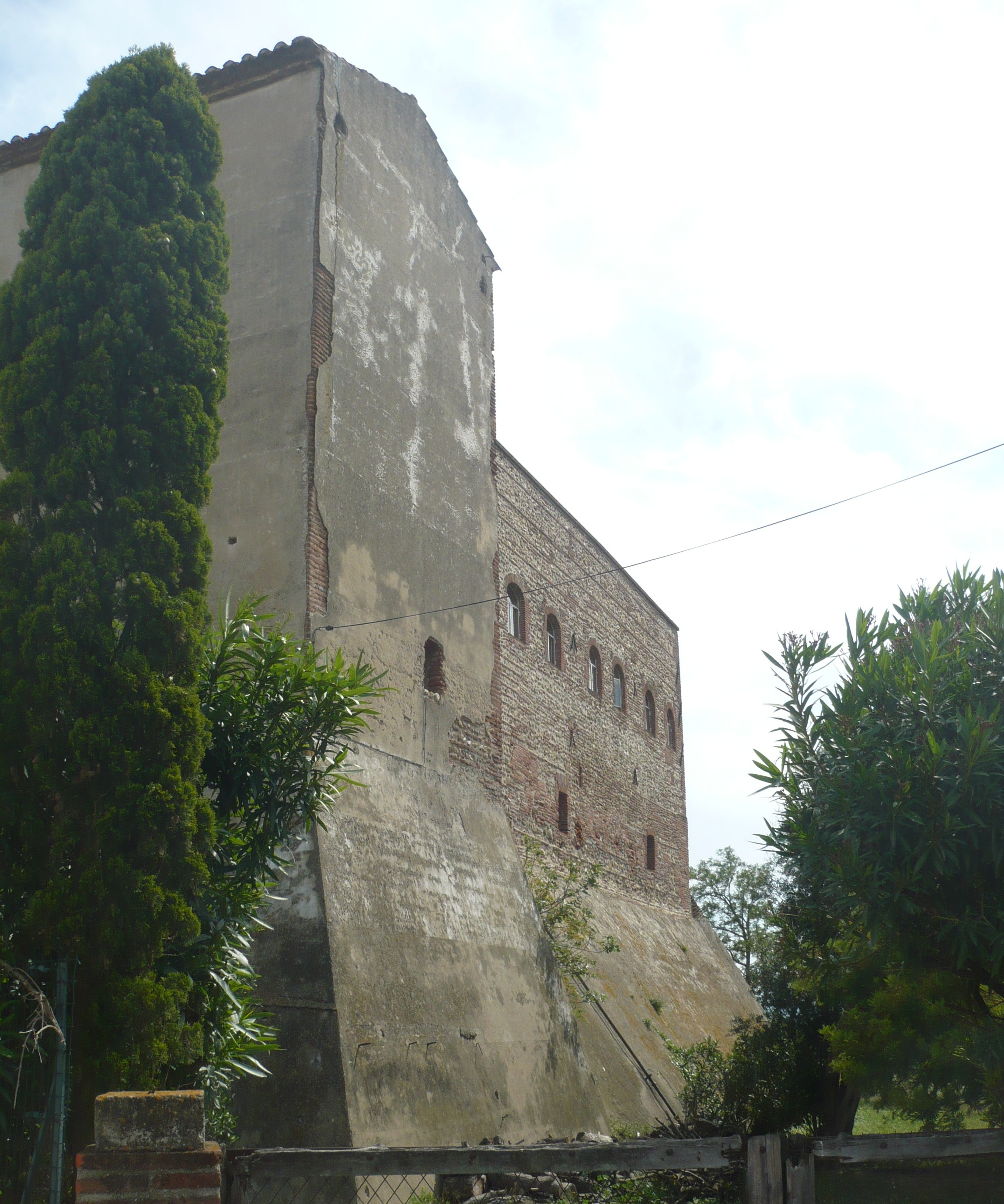
Façada nord-oest del castell

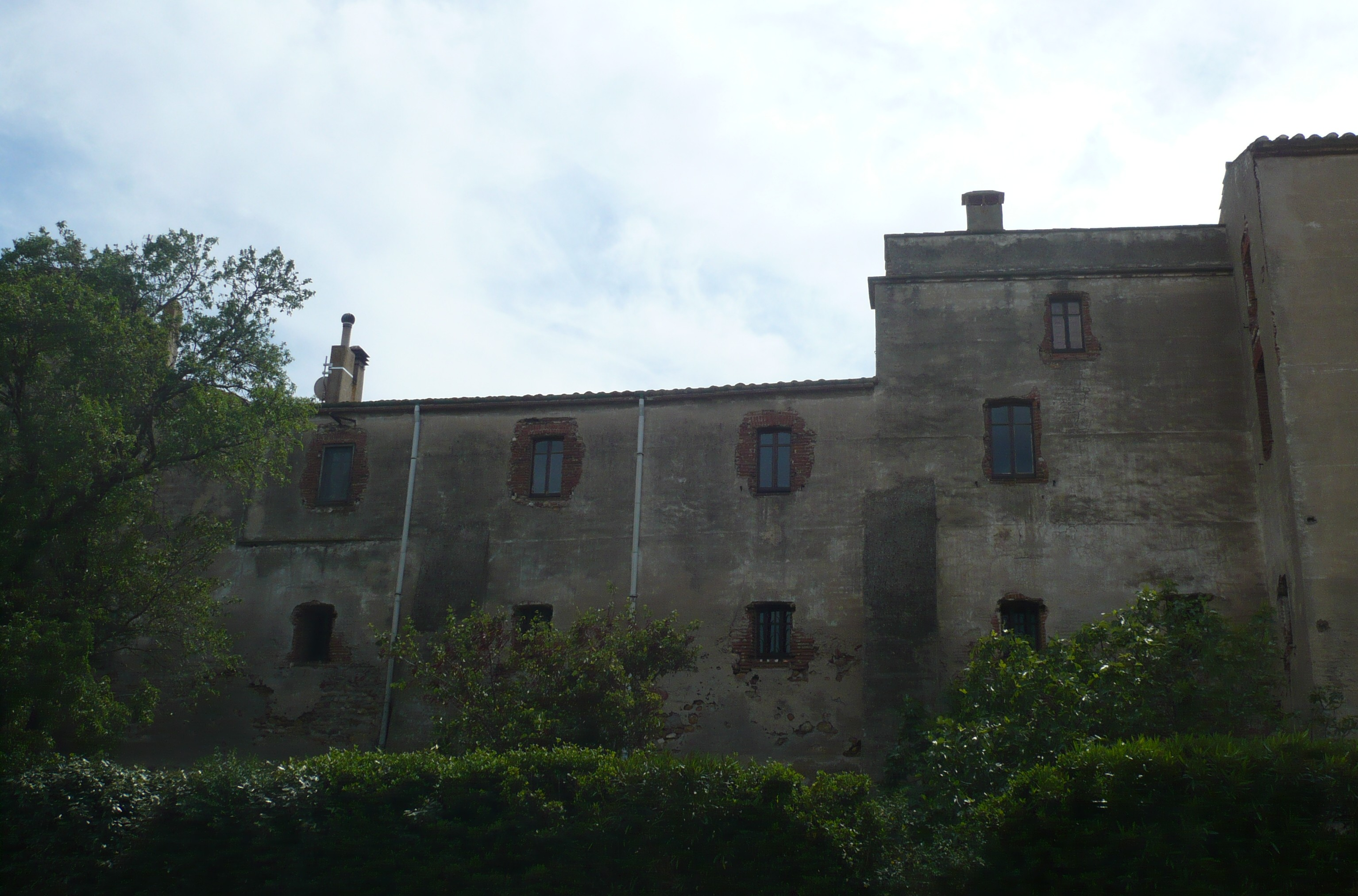
Façana nord-oest del castell

El Castell de Cornellà del Bercol és un castell inicialment medieval, dels segles xiv i xv, però molt modificat al segle xix, situat a l'extrem de ponent del nucli urbà del poble del mateix nom, a la comarca del Rosselló (Catalunya del Nord).
Els elements més antics del castell són medievals, però el castell, convertit en seu d'una important explotació vinícola, propietat de la família rossellonesa dels Jonqueres d'Oriola, fou quasi del tot remodelat a darreries del segle xix, amb posteriors refaccions diverses.
La senyoria del poble havia estat d'una família anomenada de Cornellà, feudatària dels vescomtes de Canet. A partir de mitjan segle XIII i fins a la Revoluciò, va dependre de l'Hospital de Pobres de Perpinyà.
El 1200 és esmentat un castell en aquest poble. Sembla hi havia també un poble fortificat, anomenat en els documents Cornellanell o Castellàs. Pot tractar-se de la mateixa vila, esmentada com a Cornellanell com a diminutiu del castell que l'arrecerava.
El castell no es pot visitar. És un imponent edifici construït sobretot als segles xiv i xv, amb torres d'angle quadrangulars.
Cal destacar que el cavaller Pere Jonqueres d'Oriola, dues vegades medalla d'or als Jocs Olímpics, va néixer el 1920 en aquest castell, propietat de la seva família.